# Tipos de La Mancha
Tipos de La Mancha es un cuadro del pintor español Joaquín Sorolla terminado en 1912. Está realizado en óleo sobre lienzo, y tiene un tamaño de 202 x 202,5 cm. Se encuentra en el Museo Sorolla, en Madrid. 
El cuadro muestra a dos hombres, uno de ellos montado en un asno blanco.